# Battistero di San Giovanni in corte
Il battistero di San Giovanni in corte o Ritondo di Pistoia si trova nella piazza del Duomo, di fronte alla cattedrale, nello spazio dell'antica curtis regia.

## Storia e descrizione

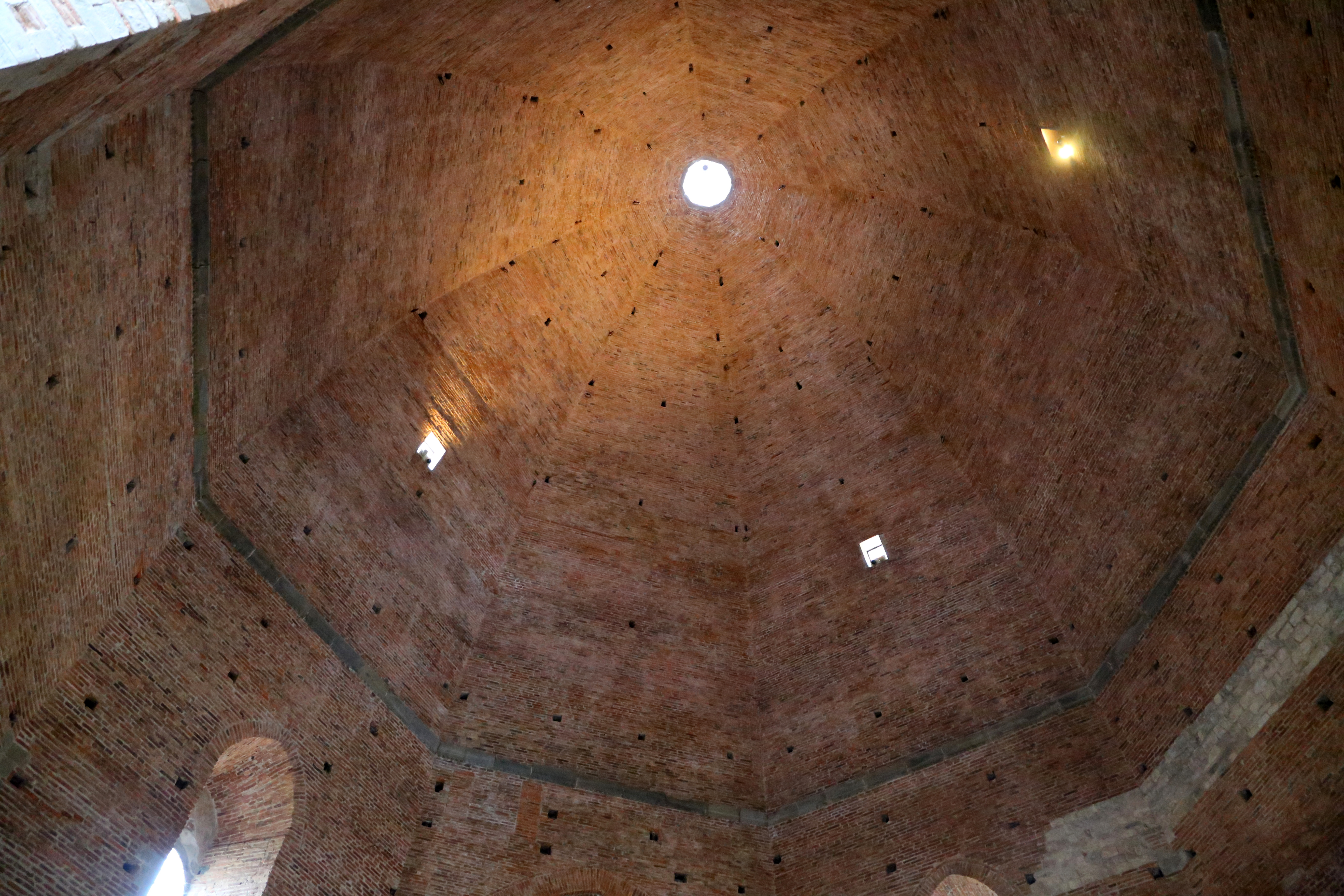
La cupola del battistero

Il nome deriva dall'antica chiesa di Santa Maria in Corte, di epoca longobarda, alla quale ha preso il posto. La sua ricostruzione nelle forme odierne a base ottagonale fu cominciata a partire dal 1301. Un apporto progettuale di Nicola Pisano è da escludere completamente, mentre nuove acquisizioni documentarie hanno sostenuto l'intervento di Giovanni Pisano. Particolarmente ricca la testimonianza sui lavori di cantiere svolti fino al 1366.
È considerato tra le massime espressioni del gotico toscano, in quanto riunisce in sé elementi fiorentini, pisani e senesi.
L'esterno è interamente rivestito di marmo bianco e verde proveniente da Siena, Prato e Carrara. La sua realizzazione costituisce un caso esemplare della cantieristica medievale per le numerose testimonianze sulle maestranze che furono impiegate. Le prime notizie sono relative ad Alessio di Nuto e Lapo di Matteo nel corso degli anni venti; Michele e poi Cellino di Nese nel corso degli anni trenta e poi i fratelli Piero, Paolo e Nanni di Michele, negli anni cinquanta e sessanta, che portarono a termine il cantiere. Presenta tre portali finemente decorati con bassorilievi e capitelli scolpiti nel marmo. 
A differenza del Duomo senese e di quello orvietano, il portale principale è strutturalmente insolito, in quanto sormontato da un timpano triangolare intero con un rosone traforato al centro. 
La piramide che costituisce la cupola è preceduta da un piano loggiato cieco e da un deambulatorio circondato da una balaustra in colonnelli tortili, mentre i pilastri angolari terminano con ricchi pinnacoli. La lanterna posta sulla sommità della cupola riprende la planimetria ottagonale del Battistero.
L'imponente monumento raggiunge un'altezza di circa 40 metri.
Per quanto riguarda l'apparato ornamentale interno, si evidenziano le formelle in cotto della vasca battesimale che spiccano a confronto con la semplicità dell'ambiente, la forma della vasca battesimale è ottagonale.
Il restauro del 1975 ha messo in luce nel fonte battesimale la data del 1226 e il nome dello scultore, Lanfranco da Como.
Già nel Medioevo, di fronte al battistero, nel giorno di sabato si teneva un mercato settimanale.

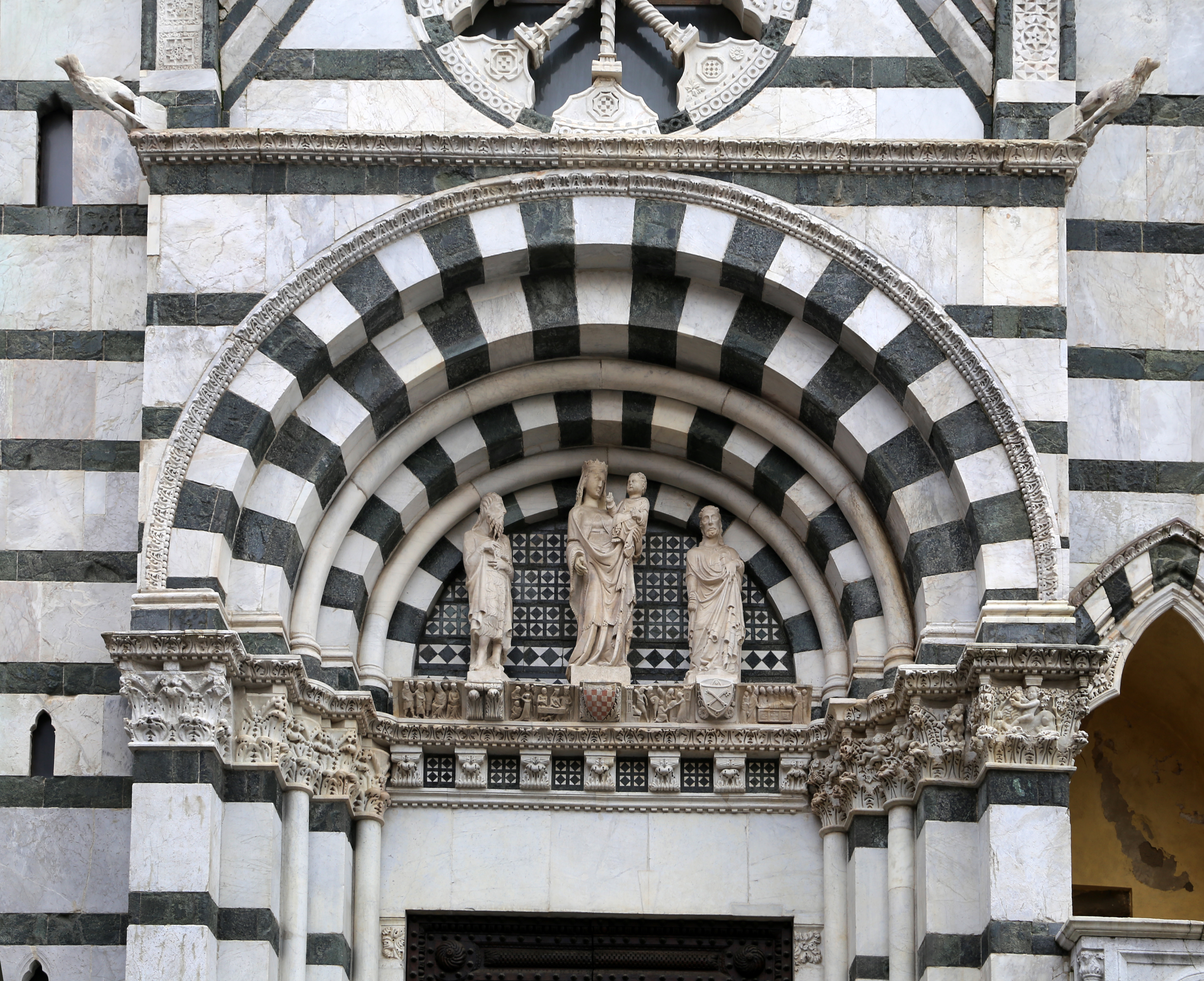
Dettaglio del portale
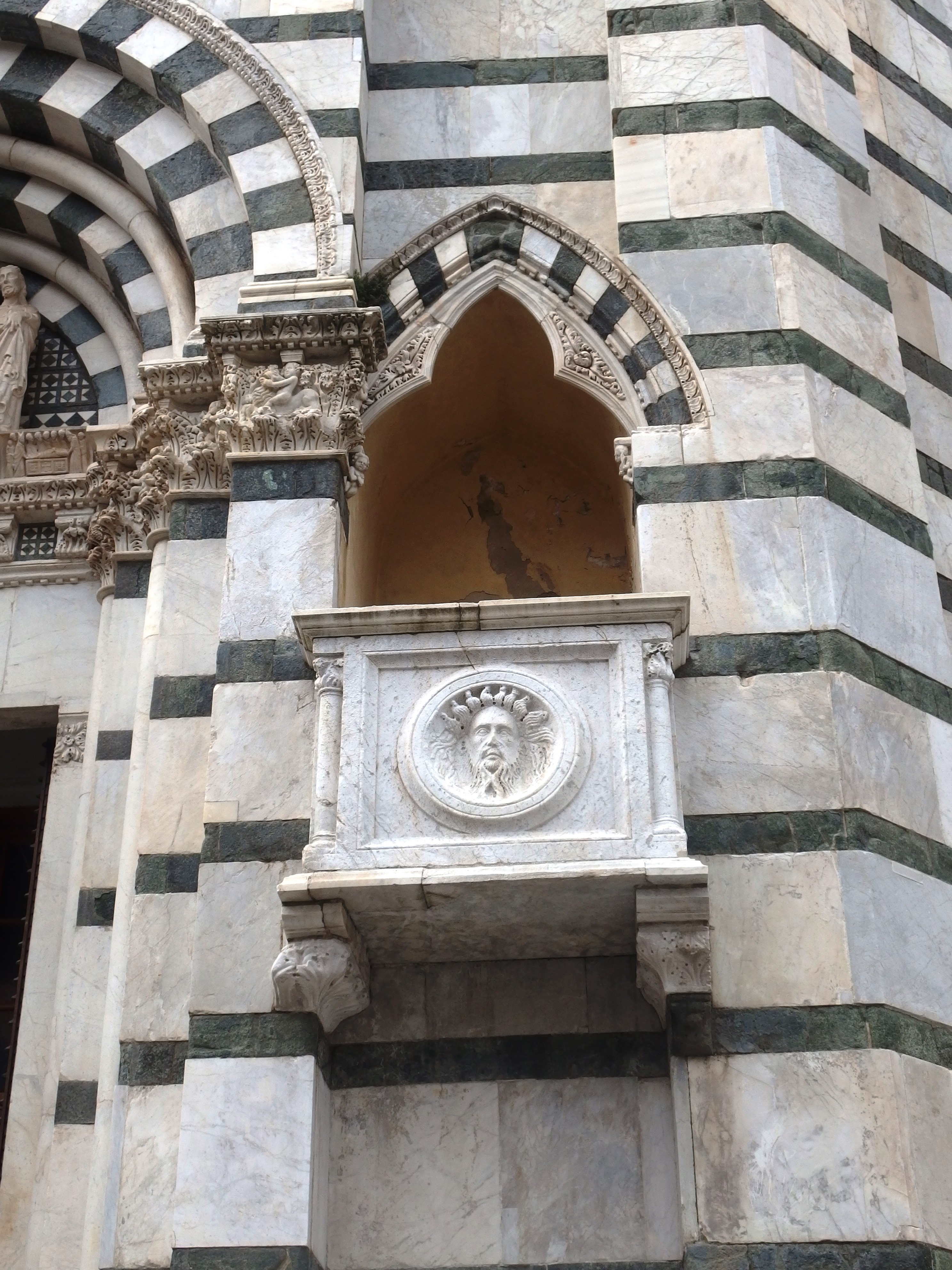
Il Pulpito presente sulla Facciata che guarda il Duomo
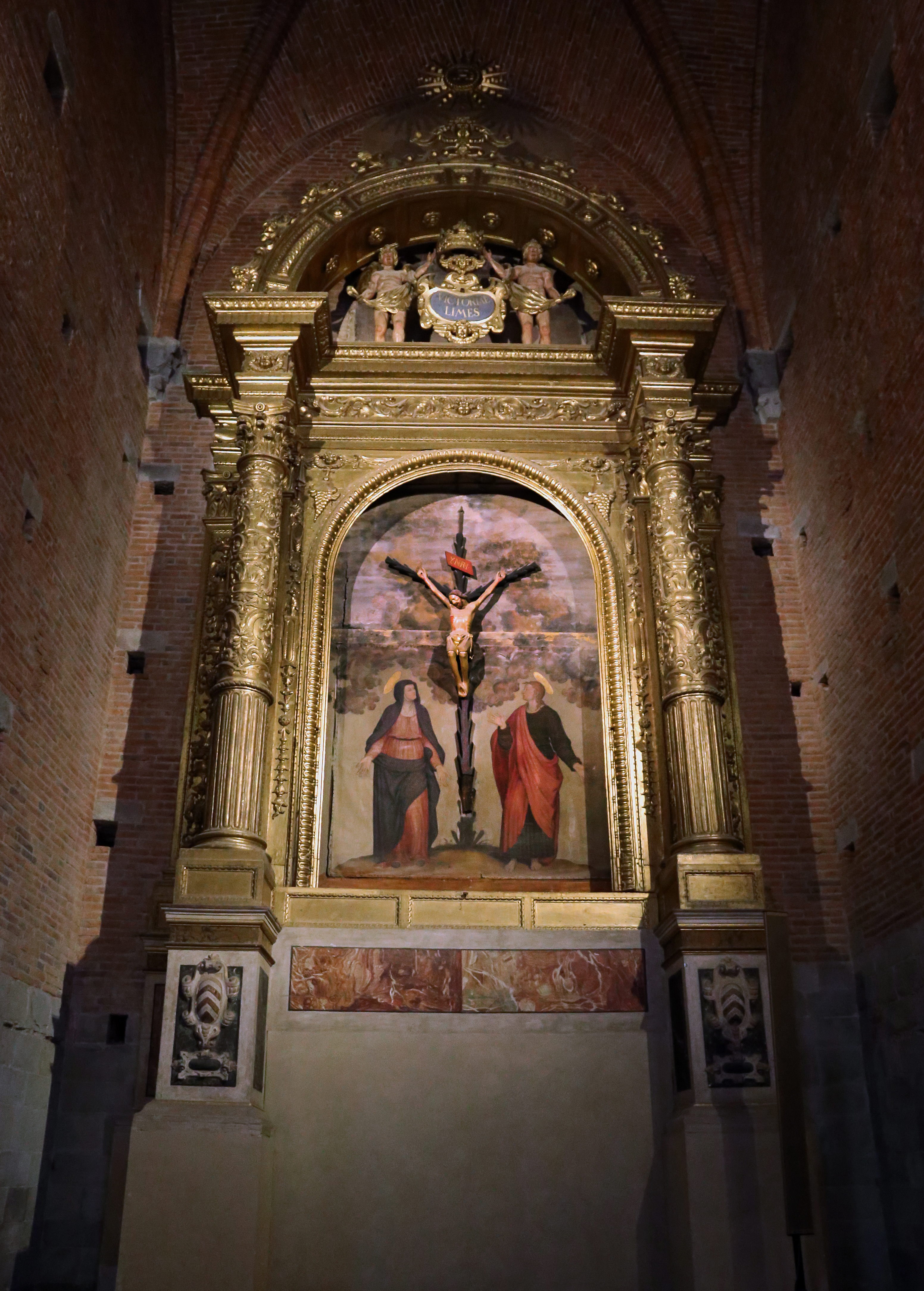
Altare
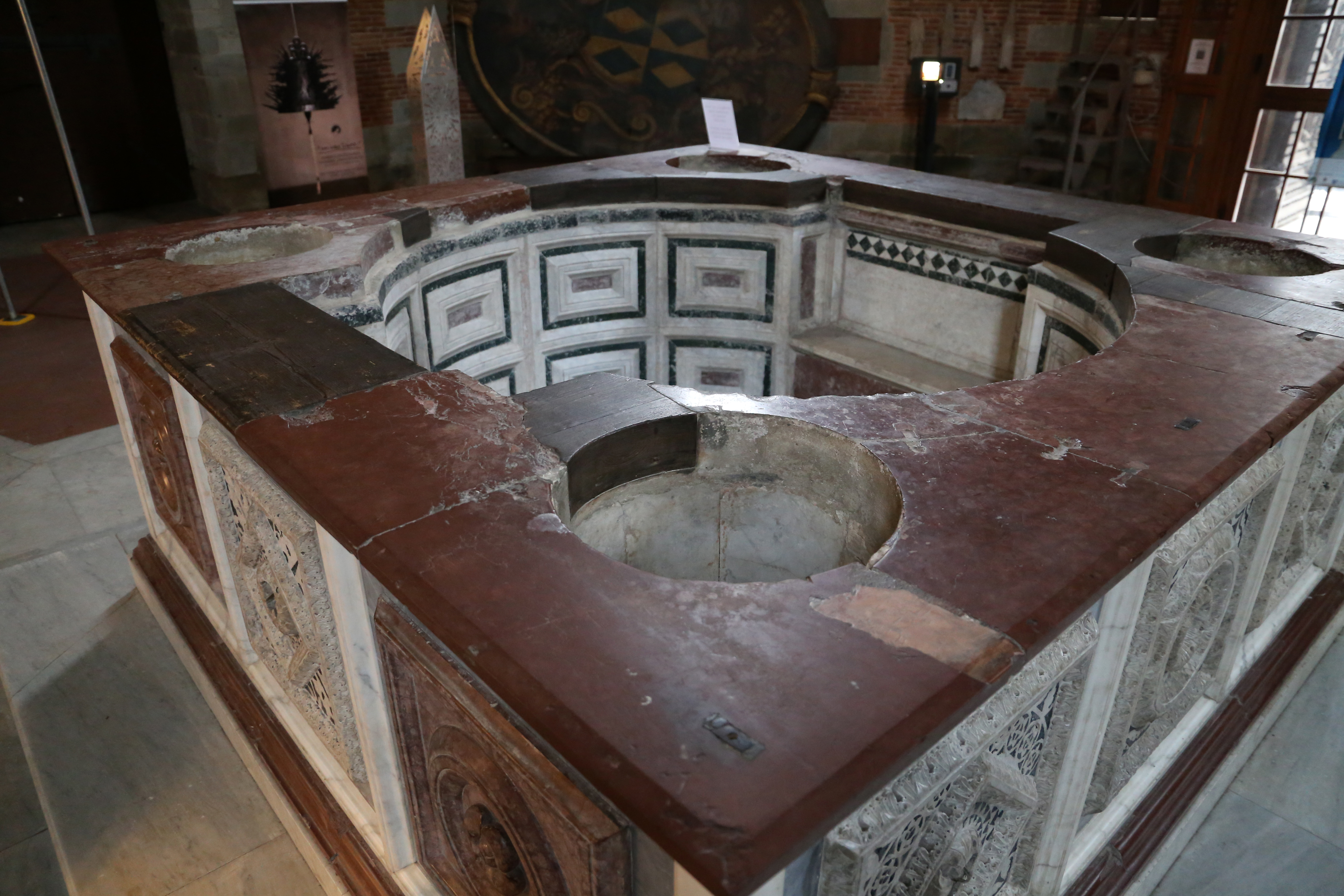
Il fonte battesimale
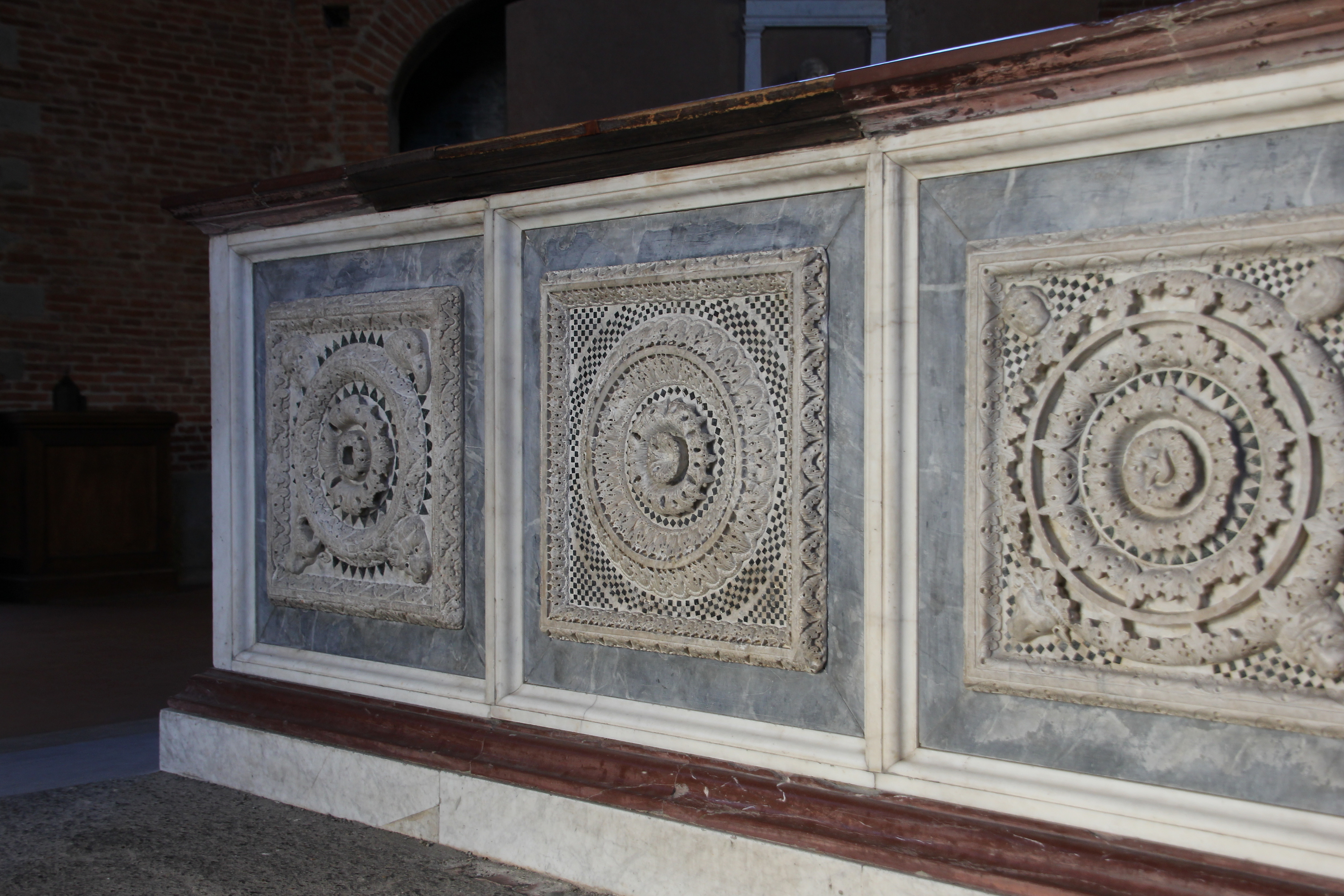
Particolare